# Abdelilah Madkour
Abdelilah Madkour (en arabe : عبد الإله مدكور), né le 11 juin 2000 à Casablanca, est un footballeur marocain qui évolue au poste d'arrière latéral droit au RS Berkane.

## Biographie

### Jeunesse et formation
Abdelilah Madkour voit le 11 juin 2000 dans la capitale économique du Maroc, Casablanca.
En 2011, il arrive au Complexe sportif Raja-Oasis dans le cadre d'un tournoi destiné aux enfants, sous la supervision de Hassan Hormat Allah, alors directeur technique du Raja Club Athletic. Laissant une bonne impression aux responsables techniques, il est admis au centre de formation du club, où il commence son parcours avec l'équipe des minimes.  
Il passe ensuite par toutes les catégories d'âge du Raja, avant d'atteindre l'équipe espoir en 2017.  

### Raja Club Athletic (depuis 2019)
À l'été 2019, il commence à être appelé en équipe première sous la houlette de Patrice Carteron, où il part avec l'équipe à Agadir pour un stage de préparation d'avant-saison programmé du 12 au 21 juillet. Le 20 juillet, il inscrit son premier but lors du troisième match amical du Raja contre l'Olympique de Khouribga, sur un débordement du côté droit (victoire 4-0).
Il est convoqué pour la première fois en match officiel au titre du premier tour de la Ligue des champions 2019-2020 contre Brikama United en déplacement à Banjul, mais ne dispute aucune minute.
Le 24 octobre, il joue son premier match officiel au titre de la deuxième journée du championnat contre le Raja de Béni Mellal, en rentrant à la 87e minute.
Le 29 novembre, il dispute sa première rencontre de la Ligue des champions contre l'Espérance sportive de Tunis. Il est titularisé par Jamal Sellami en remplacement de Omar Boutayeb, blessé lors du match précédent, et joue devant les 60 000 spectateurs du Stade Mohamed-V à peine âgé de 19 ans.
Lors du mercato estival de 2020, il est courtisé par de nombreux clubs aux Pays-Bas et en Allemagne, mais préfère continuer son aventure au Raja.
Le 11 octobre 2020, le Raja, alors en tête du classement, reçoit les FAR de Rabat lors de l'ultime journée, et a besoin d'une victoire pour remporter le championnat. Les visiteurs ouvrent le score à quelques minutes de la fin du premier carton, avant que Abdelilah Hafidi n'inscrive un doublé dont un but à la 90e minute, pour sacrer le Raja comme champion du Maroc. C'est le premier titre de la carrière de Abdelilah Madkour. 
Le 4 novembre au Stade internationale du Caire, au titre de la demi-finale retour de la Ligue des champions contre le Zamalek SC, il délivre sa première passe décisive avec le Raja, quand il assiste Ben Malango qui inscrit le premier but.
Le 15 janvier 2021, le club annonce le renouvellement du contrat de Abdelilah Madkour jusqu'au terme de la saison 2023-2024.
Le 4 avril, le Raja reçoit le Pyramids FC au titre de le 3e journée de la Coupe de la confédération. Dès la 10e minute de jeu, Madkour sauve une balle de la ligne de but et inscrit quelques instants plus tard le premier but du Raja, qui est finalement comptabilisé comme un contre son camp pour le gardien égyptien Sherif Ekramy (victoire 2-0). Il est nommé Homme du match par les supporters. 
Le 5 mai 2021, il est éliminé en quarts de finale de la Coupe du trône après une défaite contre les FAR de Rabat dans les séances de penaltys (match nul, 1-1 ; penaltys : défaite, 5-3). 
Le 10 juillet 2021, le Raja CA s'impose en finale de la Coupe de la confédération face aux algériens de la JS Kabylie et s'adjuge son troisième titre de la compétition (victoire, 2-1)
En fin de saison 2020-21, son entraîneur Lassaad Chabbi déclare lors d'une interview avec Transfermarkt préférer voir Abdelilah Madkour, Soufiane Rahimi et Mohamed Zrida concrétiser un transfert vers un bon club d'Europe, estimant que les joueurs aient un bon potentiel pour y évoluer.

## Palmarès
Raja Club Athletic (3)
- Championnat du Maroc (1)
  - Champion en 2019-20.
  - Vice-champion en 2020-21 et 2021-22.
- Coupe de la confédération (1)
  - Vainqueur en 2021.
- Coupe arabe des clubs champions (1)
  - Vainqueur en 2020.
- Coupe du trône
  - Finaliste en 2022.
- Supercoupe d'Afrique
  - Finaliste en 2021.